# Шамборне ле Белво
Шамборне ле Белво (фр. Chambornay-lès-Bellevaux) насеље је и општина у источној Француској у региону Франш-Конте, у департману Горња Саона која припада префектури Везул.
По подацима из 2011. године у општини је живело 167 становника, а густина насељености је износила 28,35 становника/km². Општина се простире на површини од 5,89 km². Налази се на средњој надморској висини од 292 метара (максималној 332 m, а минималној 219 m).

## Демографија
| 1962. | 1968. | 1975. | 1982. | 1990. | 1999. | 2011. |
| ----- | ----- | ----- | ----- | ----- | ----- | ----- |
| 93    | 101   | 99    | 110   | 116   | 143   | 167   |

График промене броја становника у току последњих година